# Пареево (Ленинградская область)
Пареево — деревня в Борском сельском поселении Бокситогорского района Ленинградской области.

## История
Усадище Пореево Климантовского Колбежского погоста, упоминается в переписи 1710 года.
Деревня Пареева обозначена на карте Санкт-Петербургской губернии 1792 года, А. М. Вильбрехта.
Деревня Пареево упоминается на специальной карте западной части России Ф. Ф. Шуберта 1844 года.

ПАРЕЕВО — деревня Пареевского общества, прихода погоста Мозолева. Река Воложба.

Крестьянских дворов — 12. Строений — 48, в том числе жилых — 22. 

Число жителей по семейным спискам 1879 г.: 45 м. п., 40 ж. п.; по приходским сведениям 1879 г.: 45 м. п., 43 ж. п.

МАЛОЕ ПАРЕЕВО — деревня Пареевского общества, прихода погоста Мозолева. Река Воложба.

Крестьянских дворов — нет. Строений — 4, в том числе жилых — 2. 

Число жителей по приходским сведениям 1879 г.: 8 м. п., 6 ж. п.

В конце XIX — начале XX века деревня административно относилась к Большегорской волости 3-го земского участка 1-го стана Тихвинского уезда Новгородской губернии.

ПАРЕЕВО БОЛЬШОЕ — деревня Пареевского общества, дворов — 17, жилых домов — 33, число жителей: 67 м. п., 63 ж. п.
 
Занятия жителей — земледелие, лесные промыслы. Боровичско-Тихвинский тракт. Река Воложба. Часовня, кузня.

ПАРЕЕВО МАЛОЕ — посёлок Пареевского общества, дворов — 1, жилых домов — 4, число жителей: 6 м. п., 5 ж. п.
 
Занятия жителей — земледелие, лесные промыслы. Река Воложба. Мелочная лавка, смежен с дер. Большое Пареево.

ПАРЕЕВО МАЛОЕ — выселок А. И. Пареевского, дворов — 1, жилых домов — 2, число жителей: 5 м. п., 2 ж. п.
 
Занятия жителей — земледелие, лесные промыслы. Река Воложба. (1910 год)

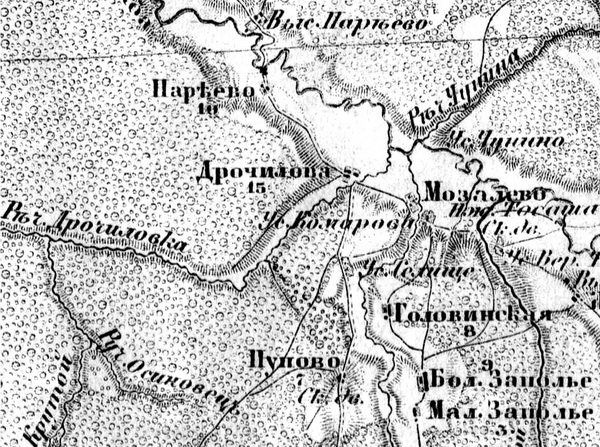
Деревня Пареево на карте 1913 года

Согласно карте Новгородской губернии 1913 года, деревня Пареево состояла из 10 крестьянских дворов, на противоположном берегу реки находился выселок Пареево.
По данным 1933 года деревня называлась Большое Пареево и входила в состав Мозолевского сельсовета Дрегельского района Ленинградской области.
По данным 1966, 1973 и 1990 годов деревня  Пареево входила в состав Мозолёвского сельсовета.
В 1997 году в деревне Пареево Мозолёвской волости проживали 10 человек, в 2002 году — 13 человек (все русские).
В 2007 году в деревне Пареево Борского СП проживали 4 человека, в 2010 году — 7.

## География
Деревня расположена в юго-западной части района на автодороге 41К-034 (Пикалёво — Струги — Колбеки).
Расстояние до административного центра поселения — 22 км.
Деревня находится на левом берегу реки Воложба.

## Демография
| 1997 | 2002 | 2007 | 2010 | 2013 | 2014 | 2017 |
| ---- | ---- | ---- | ---- | ---- | ---- | ---- |
| 10   | ↗13  | ↘4   | ↗7   | ↗11  | →11  | ↗16  |

## Инфраструктура
На 2017 год в деревне было зарегистрировано 9 домохозяйств.